# جنيفر غيلبرت
جنيفر غيلبرت (بالإنجليزية: Jennifer Gilbert)‏ هي رائدة أعمال أمريكية، ولدت في 24 ديسمبر 1968.